# Polska na Zimowych Igrzyskach Olimpijskich 1972

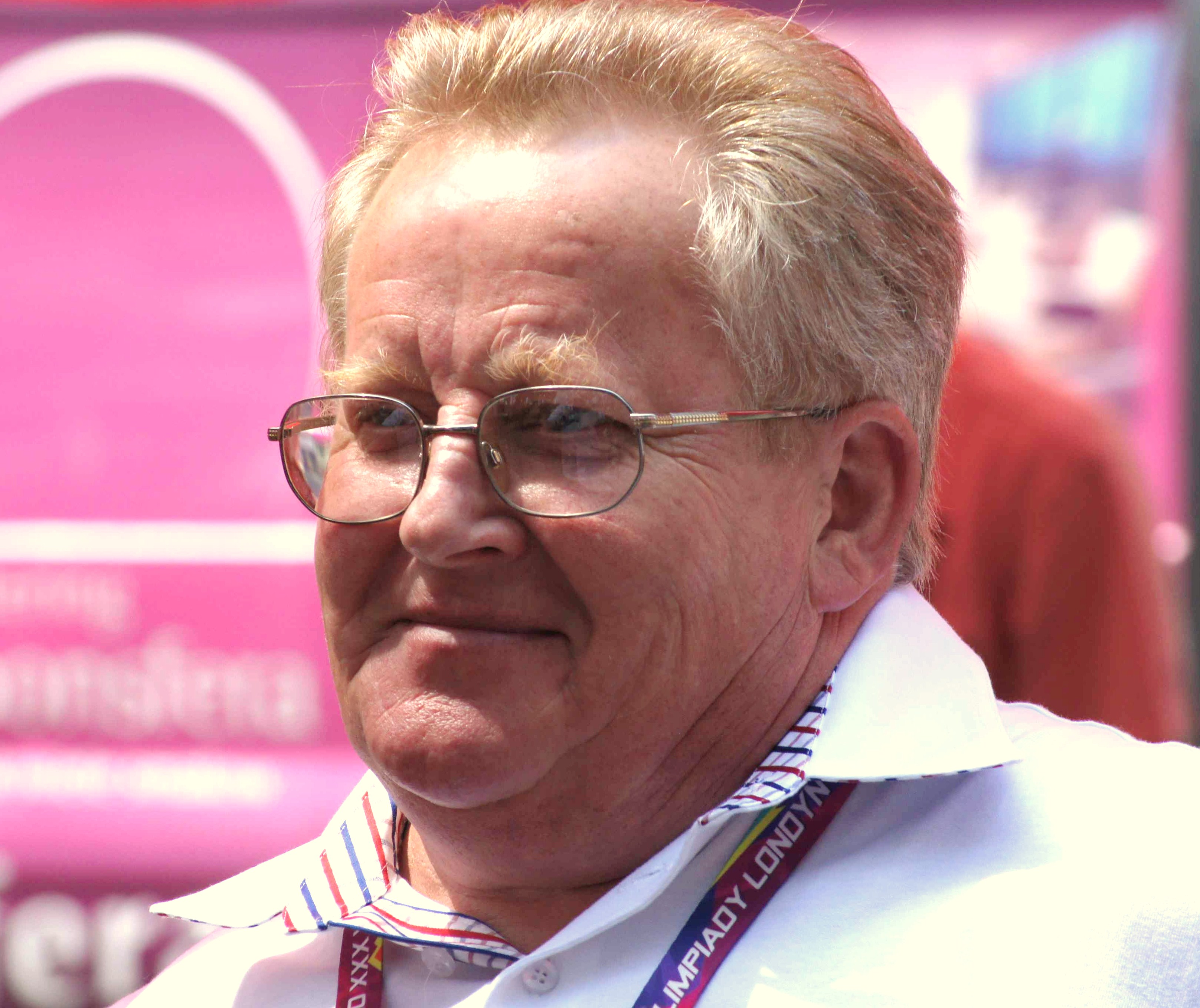
Wojciech Fortuna – mistrz olimpijski w skokach narciarskich na dużej skoczni w Sapporo

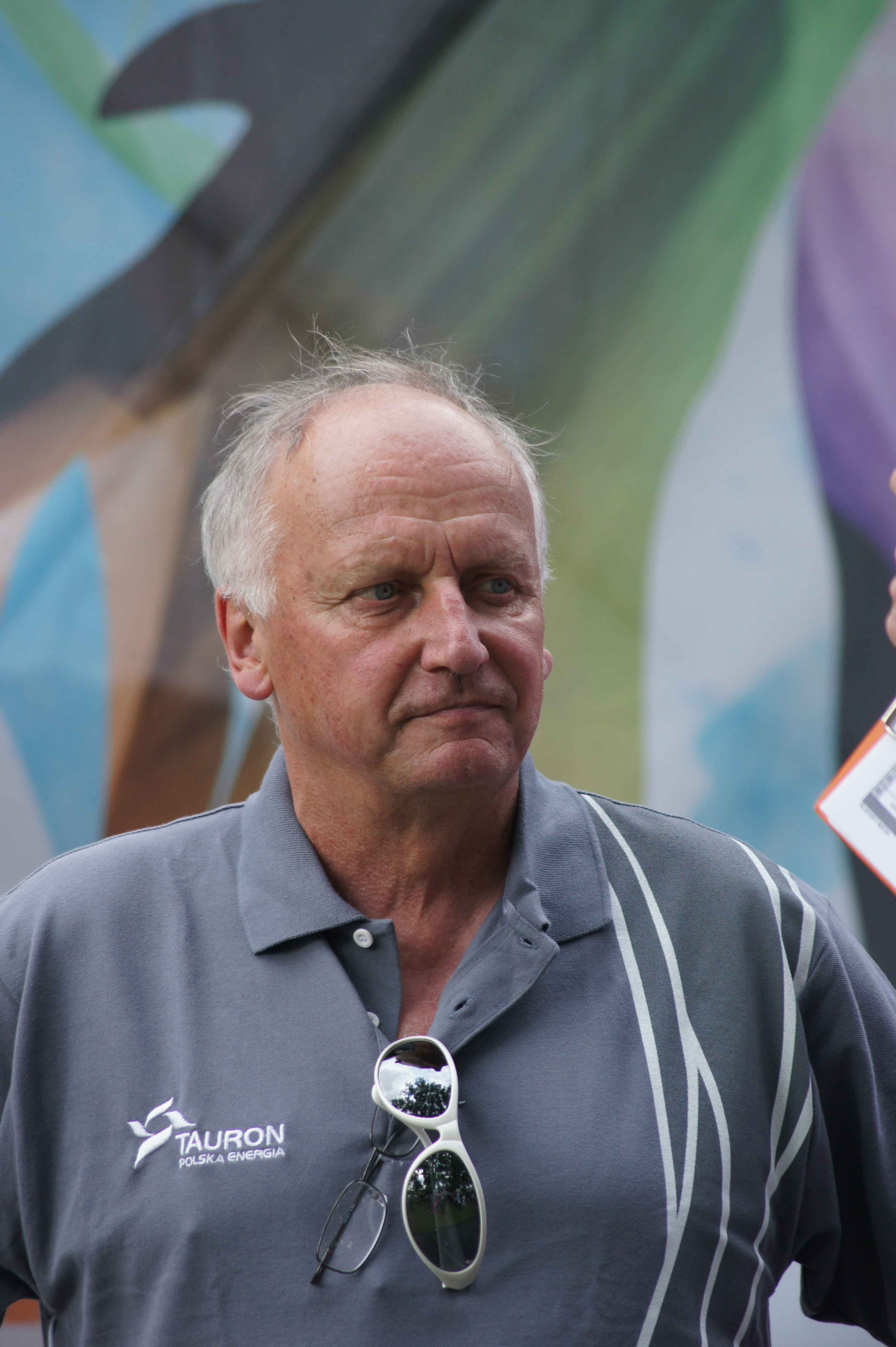
Andrzej Bachleda-Curuś – chorąży polskiej reprezentacji na ceremonii otwarcia igrzysk w Sapporo

Polska na Zimowych Igrzyskach Olimpijskich 1972 – czterdziestosiedmioosobowa kadra sportowców reprezentujących Polskę na igrzyskach w 1972 roku w Sapporo.
W reprezentacji znalazło się 39 mężczyzn i 8 kobiet. Wzięli oni udział w siedemnastu konkurencjach w ośmiu dyscyplinach sportowych – biathlonie, biegach narciarskich, hokeju na lodzie, kombinacji norweskiej, łyżwiarstwie figurowym, narciarstwie alpejskim, saneczkarstwie i skokach narciarskich. Jedyny medal dla reprezentacji Polski wywalczył Wojciech Fortuna w indywidualnym konkursie skoków narciarskich na obiekcie dużym. Był to czwarty w historii medal zimowych igrzysk olimpijskich i zarazem pierwszy złoty zdobyty dla Polski.
Najmłodszym reprezentantem w kadrze był hokeista Leszek Tokarz (podczas otwarcia igrzysk miał 18 lat i 209 dni), natomiast najstarszym – dwuboista klasyczny Józef Gąsienica (30 lat i 318 dni).
Rolę chorążego reprezentacji podczas ceremonii otwarcia igrzysk pełnił Andrzej Bachleda-Curuś, a podczas ceremonii zamknięcia – Wojciech Fortuna.
Był to jedenasty start Polski na zimowych igrzyskach olimpijskich i trzeci (po igrzyskach w 1956 i 1960 roku), podczas którego Polacy zdobyli medal olimpijski. Reprezentacja Polski w Sapporo była trzecią pod względem liczebności w dotychczasowych startach tego państwa w zimowych igrzyskach olimpijskich.

## Tło startu

### Występy na poprzednich igrzyskach
Polski Komitet Olimpijski został utworzony w październiku 1919 roku jako Polski Komitet Igrzysk Olimpijskich. Począwszy od pierwszych zimowych igrzysk, które odbyły się w 1924 roku w Chamonix, komitet powoływał reprezentację do wszystkich zimowych igrzysk aż do 1972 roku. Kadra olimpijska reprezentująca Polskę w 1972 roku w Sapporo była trzecią w historii pod względem liczebności (w 1956 i 1964 kadra liczyła 51 osób, czyli o 4 sportowców więcej niż w Sapporo).
W poprzednich startach na zimowych igrzyskach olimpijskich reprezentanci Polski zdobyli łącznie trzy medale – jeden srebrny i dwa brązowe. Pierwszym polskim medalistą został Franciszek Gąsienica Groń w konkursie kombinacji norweskiej na igrzyskach w Cortinie d’Ampezzo. Podczas kolejnych igrzysk, które odbyły się w Squaw Valley, srebro i brąz w biegu na 1500 metrów zdobyły polskie panczenistki – Elwira Seroczyńska i Helena Pilejczyk.
Podczas poprzednich zimowych igrzysk olimpijskich, które rozegrano w 1968 roku w Grenoble, reprezentanci Polski nie zdobyli żadnego medalu. Czterokrotnie Polacy zajęli czwarte miejsca w swoich konkurencjach. Rezultat taki osiągnęli: Stanisław Szczepaniak w biegu biathlonowym na 20 kilometrów, Józef Różak, Stanisław Łukaszczyk, Andrzej Fiedor i Stanisław Szczepaniak w biathlonowej sztafecie mężczyzn, Helena Macher w saneczkarskich jedynkach kobiet oraz Zbigniew Gawior w jedynkach mężczyzn.

### Szanse medalowe
W polskiej reprezentacji olimpijskiej na igrzyska w Sapporo znaleźli się medaliści mistrzostw świata w biathlonie, narciarstwie alpejskim, narciarstwie klasycznym i saneczkarstwie. W 1970 roku w Szczyrbskim Jeziorze brązowy medal mistrzostw świata w narciarstwie klasycznym w konkursie skoków na dużej skoczni wywalczył Stanisław Gąsienica-Daniel. W tym samym roku w Val Gardena brąz w kombinacji alpejskiej, która nie została jednak włączona do kalendarza igrzysk jako konkurencja olimpijska, podczas mistrzostw świata w narciarstwie alpejskim zdobył Andrzej Bachleda-Curuś. W sezonie olimpijskim Bachleda-Curuś dwukrotnie stanął na podium w zawodach Pucharu Świata w slalomie – 9 stycznia w Berchtesgaden i tydzień później w Kitzbühel zajął trzecie miejsce. W 1971 roku w Hämeenlinna brązowy medal w sztafecie mężczyzn podczas biathlonowych mistrzostw świata zdobyli Andrzej Rapacz, Aleksander Klima, Józef Stopka i Józef Różak. Również w 1971 roku w Olang brązowy medal w saneczkarskich jedynkach kobiet na mistrzostwach świata zdobyła Barbara Piecha.
Ponadto miejsca w czołowej dziesiątce w poprzedzających igrzyska mistrzostwach świata w swoich dyscyplinach osiągnęli: polscy saneczkarze na mistrzostwach w Olang: Lucjan Kudzia i Ryszard Gawior (5. miejsce w dwójkach mężczyzn), Lucjan Kudzia (9. miejsce w jedynkach mężczyzn), Halina Kanasz (6. miejsce w jedynkach kobiet), polscy hokeiści na Mistrzostwach Świata w Hokeju na Lodzie 1971 (8. miejsce, 2. miejsce w grupie B), sztafeta biegaczek narciarskich na Mistrzostwach Świata w Narciarstwie Klasycznym 1970 (8. miejsce) oraz polska para na Mistrzostwach Świata w Łyżwiarstwie Figurowym 1971 – Adam Brodecki i Grażyna Osmańska (10. miejsce). Podczas łyżwiarskich mistrzostw Europy w Göteborgu, które odbyły się w styczniu 1972, polska para sportowa zajęła ósme miejsce.
Przed rozpoczęciem igrzysk wśród faworytów do zdobycia medalu olimpijskiego, zwłaszcza w slalomie, był upatrywany Andrzej Bachleda-Curuś. Nadzieję na miejsca punktowane (w czołowej szóstce) przewidywano także wśród polskich biathlonistów oraz hokeistów. W przypadku hokeistów nadzieje były jednak niewielkie z uwagi na fakt, że na mistrzostwach świata zajęli oni ósme miejsce. W pozostałych dyscyplinach nie spodziewano się polskich osiągnięć sportowych na igrzyskach w Sapporo.

### Ślubowanie olimpijskie
20 lutego 1972 w Warszawie, w przeddzień wyjazdu do Sapporo, polscy olimpijczycy złożyli ślubowanie olimpijskie w obecności przewodniczącego PKOl – Włodzimierza Reczka. W imieniu reprezentacji przysięgę złożyła łyżwiarka Grażyna Kostrzewińska. Treść przysięgi brzmiała następująco:

Będziemy walczyć ambitnie o uzyskanie jak najlepszych wyników i całym swym postępowaniem godnie reprezentować nasz sport, rozsławiając imię Polskiej Rzeczypospolitej Ludowej.

### Wyjazd z kraju i przybycie do wioski olimpijskiej
18 stycznia 1972 w Zakopanem nastąpiło oficjalne pożegnanie polskiej reprezentacji narciarskiej wraz z jej kierownikiem – Lechem Bafią – przewodniczącym Prezydium Miejskiej Rady Narodowej w Zakopanem i wiceprezesem Polskiego Związku Narciarskiego. 21 stycznia pierwsza część polskiej kadry wyruszyła do Paryża, skąd udała się w dalszą podróż do Sapporo. W dniach 22–24 stycznia do wioski olimpijskiej dotarli wszyscy polscy olimpijczycy poza hokeistami i Andrzejem Bachledą-Curuś. Oni bowiem przybyli do Sapporo 27 stycznia. Podczas przelotu do Sapporo zaginęły narty Bachledy.

### Znaczki okolicznościowe
Z okazji Zimowych Igrzysk Olimpijskich 1972 Poczta Polska wydała serię znaczków pocztowych zaprojektowanych przez Helenę Matuszewską. Seria składała się z pięciu znaczków, w tym jednego bloczku. Na znaczkach przedstawiono motywy związane z następującymi dyscyplinami sportowymi: saneczkarstwo (nakład 167 300 sztuk), narciarstwo alpejskie (175 700 sztuk), biathlon (80 800 sztuk) i skoki narciarskie (37 200 sztuk). Na bloczkach, których nakład wyniósł 851 800 sztuk, zaprezentowano natomiast bieg zjazdowy.

## Skład reprezentacji
Spośród dziesięciu dyscyplin sportowych, które Międzynarodowy Komitet Olimpijski włączył do kalendarza igrzysk, reprezentacja Polski wzięła udział w ośmiu. Polacy wystąpili w przynajmniej jednej konkurencji we wszystkich dyscyplinach poza bobslejami i łyżwiarstwem szybkim. Największą część reprezentacji stanowili hokeiści (19 zawodników). Spośród sportów indywidualnych najliczniej Polskę reprezentowano w saneczkarstwie (8 zawodników).
Dziewięcioro z polskich olimpijczyków z Sapporo wystąpiło także na poprzednich igrzyskach, które odbyły się w Grenoble. Byli to przedstawiciele pięciu dyscyplin – trzech biathlonistów, dwie biegaczki narciarskie, dwóch saneczkarzy, jeden kombinator norweski i jeden alpejczyk. Spośród nich w poprzedniej edycji igrzysk najwyższe miejsce zajęli Andrzej Fiedor i Józef Różak w sztafecie biathlonowej 4x7,5 km (4. miejsce).
W pierwotnym składzie polskiej reprezentacji nie było Wojciecha Fortuny, który został do niej powołany na krótko przed podaniem oficjalnej kadry olimpijskiej.
W poniższej tabeli przedstawiono skład polskiej reprezentacji na igrzyskach w Sapporo. W przypadku, gdy dany zawodnik wystąpił również na poprzednich igrzyskach, podano miejsca, które zajął w poszczególnych konkurencjach.
| Biathlon (5)                |                      |                                                             |                                                 |                                             |                                             |        |
| Zawodnik                    | Data urodzenia       | Miejsca na ZIO 1968                                         | Miejsca na ZIO 1968                             | Miejsca na ZIO 1968                         | Miejsca na ZIO 1968                         | Źródło |
| Zawodnik                    | Data urodzenia       | bieg indywidualny na 20 km                                  | bieg indywidualny na 20 km                      | sztafeta 4x7,5 km                           | sztafeta 4x7,5 km                           | Źródło |
| Andrzej Fiedor              | 2 stycznia 1946      | –                                                           | –                                               | 4                                           | 4                                           | [ 32 ] |
| Aleksander Klima            | 13 sierpnia 1945     | –                                                           | –                                               | –                                           | –                                           | [ 33 ] |
| Andrzej Rapacz              | 1 września 1948      | –                                                           | –                                               | –                                           | –                                           | [ 34 ] |
| Józef Różak                 | 5 lutego 1945        | –                                                           | –                                               | 4                                           | 4                                           | [ 35 ] |
| Józef Stopka                | 2 stycznia 1942      | 48                                                          | 48                                              | –                                           | –                                           | [ 36 ] |
| Biegi narciarskie (5)       |                      |                                                             |                                                 |                                             |                                             |        |
| Zawodnik                    | Data urodzenia       | Miejsca na ZIO 1968                                         | Miejsca na ZIO 1968                             | Miejsca na ZIO 1968                         | Miejsca na ZIO 1968                         | Źródło |
| Zawodnik                    | Data urodzenia       | bieg indywidualny na 5/15 km                                | bieg indywidualny na 10/30 km                   | bieg indywidualny na 50 km                  | sztafeta                                    | Źródło |
| Weronika Budny              | 30 października 1941 | 19                                                          | 21                                              | –                                           | 5                                           | [ 37 ] |
| Józefa Chromik              | 10 czerwca 1946      | –                                                           | –                                               | –                                           | –                                           | [ 38 ] |
| Anna Gębala                 | 25 maja 1949         | 26                                                          | 30                                              | –                                           | –                                           | [ 39 ] |
| Władysława Majerczyk        | 16 czerwca 1952      | –                                                           | –                                               | –                                           | –                                           | [ 40 ] |
| Jan Staszel                 | 15 września 1950     | –                                                           | –                                               | –                                           | –                                           | [ 41 ] |
| Hokej na lodzie (19)        |                      |                                                             |                                                 |                                             |                                             |        |
| Zawodnik                    | Data urodzenia       | Miejsce na ZIO 1968                                         | Miejsce na ZIO 1968                             | Miejsce na ZIO 1968                         | Miejsce na ZIO 1968                         | Źródło |
| Zawodnik                    | Data urodzenia       | turniej mężczyzn                                            |                                                 |                                             |                                             | Źródło |
| Józef Batkiewicz            | 22 lutego 1950       | –                                                           | –                                               | –                                           | –                                           | [ 42 ] |
| Krzysztof Birula-Białynicki | 15 sierpnia 1944     | –                                                           | –                                               | –                                           | –                                           | [ 43 ] |
| Stefan Chowaniec            | 21 kwietnia 1953     | –                                                           | –                                               | –                                           | –                                           | [ 44 ] |
| Ludwik Czachowski           | 5 maja 1944          | –                                                           | –                                               | –                                           | –                                           | [ 45 ] |
| Marian Feter                | 13 marca 1946        | –                                                           | –                                               | –                                           | –                                           | [ 46 ] |
| Stanisław Fryźlewicz        | 8 kwietnia 1944      | –                                                           | –                                               | –                                           | –                                           | [ 47 ] |
| Feliks Góralczyk            | 16 czerwca 1950      | –                                                           | –                                               | –                                           | –                                           | [ 48 ] |
| Robert Góralczyk            | 21 marca 1943        | –                                                           | –                                               | –                                           | –                                           | [ 49 ] |
| Tadeusz Kacik               | 6 października 1946  | –                                                           | –                                               | –                                           | –                                           | [ 50 ] |
| Adam Kopczyński             | 2 sierpnia 1948      | –                                                           | –                                               | –                                           | –                                           | [ 51 ] |
| Walery Kosyl                | 17 marca 1944        | –                                                           | –                                               | –                                           | –                                           | [ 52 ] |
| Tadeusz Obłój               | 29 sierpnia 1950     | –                                                           | –                                               | –                                           | –                                           | [ 53 ] |
| Jerzy Potz                  | 1 lutego 1953        | –                                                           | –                                               | –                                           | –                                           | [ 54 ] |
| Józef Słowakiewicz          | 17 lutego 1945       | –                                                           | –                                               | –                                           | –                                           | [ 55 ] |
| Andrzej Szczepaniec         | 10 maja 1952         | –                                                           | –                                               | –                                           | –                                           | [ 56 ] |
| Andrzej Tkacz               | 20 września 1946     | –                                                           | –                                               | –                                           | –                                           | [ 57 ] |
| Leszek Tokarz               | 9 lipca 1953         | –                                                           | –                                               | –                                           | –                                           | [ 58 ] |
| Wiesław Tokarz              | 10 sierpnia 1951     | –                                                           | –                                               | –                                           | –                                           | [ 59 ] |
| Walenty Ziętara             | 27 października 1948 | –                                                           | –                                               | –                                           | –                                           | [ 60 ] |
| Kombinacja norweska (3)     |                      |                                                             |                                                 |                                             |                                             |        |
| Zawodnik                    | Data urodzenia       | Miejsce na ZIO 1968                                         | Miejsce na ZIO 1968                             | Miejsce na ZIO 1968                         | Miejsce na ZIO 1968                         | Źródło |
| Zawodnik                    | Data urodzenia       | konkurs indywidualny – bieg na 15 km + skocznia duża (K-90) |                                                 |                                             |                                             | Źródło |
| Kazimierz Długopolski       | 6 lipca 1950         | –                                                           | –                                               | –                                           | –                                           | [ 61 ] |
| Józef Gąsienica             | 23 marca 1941        | 6                                                           | 6                                               | 6                                           | 6                                           | [ 62 ] |
| Stefan Hula                 | 12 września 1947     | –                                                           | –                                               | –                                           | –                                           | [ 63 ] |
| Łyżwiarstwo figurowe (2)    |                      |                                                             |                                                 |                                             |                                             |        |
| Zawodnik                    | Data urodzenia       | Miejsca na ZIO 1968                                         | Miejsca na ZIO 1968                             | Miejsca na ZIO 1968                         | Miejsca na ZIO 1968                         | Źródło |
| Zawodnik                    | Data urodzenia       | soliści/solistki                                            | soliści/solistki                                | pary mieszane                               | pary mieszane                               | Źródło |
| Adam Brodecki               | 1 sierpnia 1949      | –                                                           | –                                               | –                                           | –                                           | [ 64 ] |
| Grażyna Kostrzewińska       | 26 listopada 1950    | –                                                           | –                                               | –                                           | –                                           | [ 65 ] |
| Narciarstwo alpejskie (1)   |                      |                                                             |                                                 |                                             |                                             |        |
| Zawodnik                    | Data urodzenia       | Miejsca na ZIO 1968                                         | Miejsca na ZIO 1968                             | Miejsca na ZIO 1968                         | Miejsca na ZIO 1968                         | Źródło |
| Zawodnik                    | Data urodzenia       | zjazd                                                       | slalom                                          | slalom gigant                               | slalom gigant                               | Źródło |
| Andrzej Bachleda-Curuś      | 2 stycznia 1947      | 26                                                          | 6                                               | 13                                          | 13                                          | [ 66 ] |
| Saneczkarstwo (8)           |                      |                                                             |                                                 |                                             |                                             |        |
| Zawodnik                    | Data urodzenia       | Miejsca na ZIO 1968                                         | Miejsca na ZIO 1968                             | Miejsca na ZIO 1968                         | Miejsca na ZIO 1968                         | Źródło |
| Zawodnik                    | Data urodzenia       | jedynki                                                     | jedynki                                         | dwójki                                      | dwójki                                      | Źródło |
| Ryszard Gawior              | 18 września 1943     | –                                                           | –                                               | 6                                           | 6                                           | [ 67 ] |
| Janusz Grzemowski           | 20 czerwca 1947      | –                                                           | –                                               | –                                           | –                                           | [ 68 ] |
| Halina Kanasz               | 30 stycznia 1953     | –                                                           | –                                               | –                                           | –                                           | [ 69 ] |
| Wojciech Kubik              | 13 stycznia 1953     | –                                                           | –                                               | –                                           | –                                           | [ 70 ] |
| Lucjan Kudzia               | 1 stycznia 1942      | 13                                                          | 13                                              | 9                                           | 9                                           | [ 71 ] |
| Wiesława Martyka            | 2 czerwca 1949       | –                                                           | –                                               | –                                           | –                                           | [ 72 ] |
| Barbara Piecha              | 4 marca 1948         | –                                                           | –                                               | –                                           | –                                           | [ 73 ] |
| Mirosław Więckowski         | 5 czerwca 1952       | –                                                           | –                                               | –                                           | –                                           | [ 74 ] |
| Skoki narciarskie (4)       |                      |                                                             |                                                 |                                             |                                             |        |
| Zawodnik                    | Data urodzenia       | Miejsca na ZIO 1968                                         | Miejsca na ZIO 1968                             | Miejsca na ZIO 1968                         | Miejsca na ZIO 1968                         | Źródło |
| Zawodnik                    | Data urodzenia       | konkurs indywidualny – skocznia normalna (K-70)             | konkurs indywidualny – skocznia normalna (K-70) | konkurs indywidualny – skocznia duża (K-90) | konkurs indywidualny – skocznia duża (K-90) | Źródło |
| Wojciech Fortuna            | 6 sierpnia 1952      | –                                                           | –                                               | –                                           | –                                           | [ 75 ] |
| Stanisław Gąsienica-Daniel  | 6 marca 1951         | –                                                           | –                                               | –                                           | –                                           | [ 76 ] |
| Adam Krzysztofiak           | 21 stycznia 1951     | –                                                           | –                                               | –                                           | –                                           | [ 77 ] |
| Tadeusz Pawlusiak           | 9 sierpnia 1946      | –                                                           | –                                               | –                                           | –                                           | [ 78 ] |

### Statystyki według dyscyplin
| Lp.     | Sport                 | Mężczyźni | Kobiety | Łącznie |
| ------- | --------------------- | --------- | ------- | ------- |
| 1       | Biathlon              | 5         | 0       | 5       |
| 2       | Biegi narciarskie     | 1         | 4       | 5       |
| 3       | Hokej na lodzie       | 19        | 0       | 19      |
| 4       | Kombinacja norweska   | 3         | 0       | 3       |
| 5       | Łyżwiarstwo figurowe  | 1         | 1       | 2       |
| 6       | Narciarstwo alpejskie | 1         | 0       | 1       |
| 7       | Saneczkarstwo         | 5         | 3       | 8       |
| 8       | Skoki narciarskie     | 4         | 0       | 4       |
| Łącznie | Łącznie               | 39        | 8       | 47      |

## Zdobyte medale

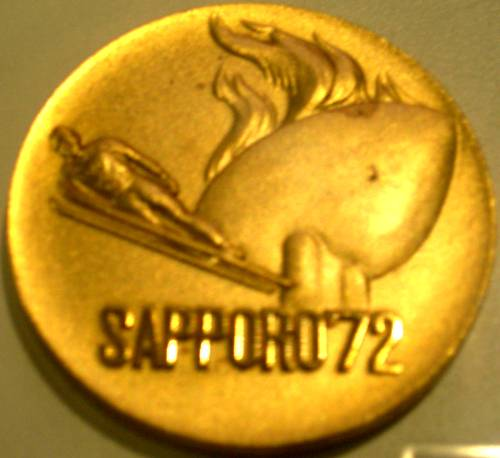
Złoty medal Zimowych Igrzysk Olimpijskich 1972 w Sapporo

Jedyny medal olimpijski dla Polski podczas igrzysk w Sapporo zdobył Wojciech Fortuna w konkursie skoków narciarskich na skoczni dużej. Był to pierwszy złoty medal zdobyty przez Polaka na zimowych igrzyskach i zarazem jedyny medal tego koloru aż do 27 lutego 2010, kiedy to mistrzynią olimpijską w Vancouver została Justyna Kowalczyk. Medal zdobyty przez Fortunę dał reprezentacji Polski trzynaste miejsce w klasyfikacji medalowej tych igrzysk, ex aequo z Hiszpanią. Polska, obok Hiszpanii i Kanady, była jednym z trzech państw, które na zimowych igrzyskach w 1972 roku zdobyły jeden medal olimpijski.
Do klasyfikacji punktowej Zimowych Igrzysk Olimpijskich 1972 w Sapporo wliczane były miejsca w czołowej szóstce zawodów olimpijskich. Reprezentanci Polski w Sapporo pięciokrotnie zdobyli punkty.
Pierwsze dwa punkty dla Polski 7 lutego zdobyli: Wojciech Fortuna (jeden punkt za szóste miejsce w konkursie na normalnej skoczni) oraz saneczkarki Halina Kanasz i Wiesława Martyka (po pół punktu za zajęcie ex aequo szóstego miejsca w jedynkach kobiet). Kolejne 1,5 punktu uzyskała 10 lutego saneczkowa dwójka mężczyzn Wojciech Kubik i Mirosław Więckowski, która zajęła 5. miejsce (ex aequo z dwójką z RFN). Ponadto siedem punktów za zwycięstwo na dużej skoczni zdobył Fortuna, a jeden punkt za szóste miejsce w turnieju finałowym – hokeiści. Łącznie Polacy uzyskali 11,5 punktu, co pozwoliło im zająć 15. miejsce w klasyfikacji punktowej igrzysk w Sapporo. Pod względem liczby zdobytych punktów wynik uzyskany w Sapporo był gorszy tylko od osiągniętych cztery lata wcześniej w Grenoble (wówczas Polacy zdobyli 19 punktów) i dwanaście lat wcześniej w Squaw Valley (16 punktów).
| Medal | Zawodnik         | Dyscyplina        | Konkurencja                           | Data           |
| ----- | ---------------- | ----------------- | ------------------------------------- | -------------- |
| złoto | Wojciech Fortuna | skoki narciarskie | konkurs indywidualny na skoczni dużej | 11 lutego 1972 |

## Wyniki

### Biathlon
Na igrzyskach w Sapporo wystartowało pięciu polskich biathlonistów. Indywidualnie najlepsze miejsce zajął Aleksander Klima, który został sklasyfikowany na dziewiątej pozycji. Do zwycięzcy zawodów – Magnara Solberga – stracił 3 minuty i 5,36 sekundy. W rywalizacji sztafet polski zespół zajął siódme miejsce wśród trzynastu sklasyfikowanych ekip. Do zdobywców złotego medalu – reprezentantów Związku Socjalistycznych Republik Radzieckich – stracili 6 minut i 25 sekund.
| Konkurencja                        | Zawodnik                                                 | Wynik                                          | Wynik               | Miejsce |
| Konkurencja                        | Zawodnik                                                 | Czas                                           | Pudła               | Miejsce |
| ---------------------------------- | -------------------------------------------------------- | ---------------------------------------------- | ------------------- | ------- |
| Bieg indywidualny mężczyzn – 20 km | Andrzej Fiedor                                           | 1:30:17,25                                     | 3+4+3+1             | 48.     |
| Bieg indywidualny mężczyzn – 20 km | Aleksander Klima                                         | 1:19:00,86                                     | 1+0+0+1             | 9.      |
| Bieg indywidualny mężczyzn – 20 km | Andrzej Rapacz                                           | 1:26:21,02                                     | 2+4+0+3             | 33.     |
| Bieg indywidualny mężczyzn – 20 km | Józef Stopka                                             | 1:27:18,66                                     | 2+2+1+3             | 35.     |
| Sztafeta mężczyzn – 4x7,5 km       | Józef Różak Józef Stopka Andrzej Rapacz Aleksander Klima | 29:36,15 29:21,63 29:05,75 30:06,39 1:58:09,92 | 0+2 0+1 0+0 1+0 1+3 | 7.      |

### Biegi narciarskie
W Sapporo wystąpiło pięcioro polskich biegaczy narciarskich – jeden mężczyzna i cztery kobiety. Najlepszy start osiągnęły biegaczki Anna Gębala, Józefa Chromik i Weronika Budny w sztafecie 3x5 km stylem klasycznym. Zajęły one siódme miejsce w stawce jedenastu zespołów. Do zwyciężczyń zawodów, reprezentantek ZSRR, straciły 3 minuty i 32,98 sekundy. W startach indywidualnych najlepiej spisała się Weronika Budny w biegu na 10 km techniką klasyczną, która zajęła jedenaste miejsce. Do mistrzyni olimpijskiej, Galiny Kułakowej, zabrakło jej 1 minuty i 39,37 sekundy.
| Konkurencja                                           | Zawodnik                                  | Czas                                | Miejsce |
| ----------------------------------------------------- | ----------------------------------------- | ----------------------------------- | ------- |
| Bieg indywidualny mężczyzn – 30 km techniką klasyczną | Jan Staszel                               | 1:43:35,68                          | 29.     |
| Bieg indywidualny kobiet – 10 km techniką klasyczną   | Weronika Budny                            | 35:57,59                            | 11.     |
| Bieg indywidualny kobiet – 10 km techniką klasyczną   | Józefa Chromik                            | 36:45,39                            | 21.     |
| Bieg indywidualny kobiet – 10 km techniką klasyczną   | Anna Gębala                               | 36:32,65                            | 15.     |
| Bieg indywidualny kobiet – 10 km techniką klasyczną   | Władysława Majerczyk                      | 38:19,66                            | 34.     |
| Bieg indywidualny mężczyzn – 15 km techniką klasyczną | Jan Staszel                               | 48:46,72                            | 33.     |
| Bieg indywidualny kobiet – 5 km techniką klasyczną    | Weronika Budny                            | 17:38,74                            | 13.     |
| Bieg indywidualny kobiet – 5 km techniką klasyczną    | Józefa Chromik                            | 17:55,41                            | 21.     |
| Bieg indywidualny kobiet – 5 km techniką klasyczną    | Anna Gębala                               | 18:13,43                            | 29.     |
| Bieg indywidualny kobiet – 5 km techniką klasyczną    | Władysława Majerczyk                      | 17:56,55                            | 23.     |
| Sztafeta kobiet – 3x5 km techniką klasyczną           | Anna Gębala Józefa Chromik Weronika Budny | 18:21,93 17:15,45 16:11,75 51:49,13 | 7.      |

### Hokej na lodzie
Polscy hokeiści awansowali na igrzyska olimpijskie w Sapporo dzięki zajęciu drugiej pozycji w grupie B na zorganizowanych rok wcześniej mistrzostwach świata w Szwajcarii. Kierownikiem polskiej drużyny hokejowej na igrzyskach był Jerzy Grzechociński. W składzie reprezentacji prowadzonej przez Anatolija Jegorowa i Mieczysława Chmurę znalazło się dziewiętnastu zawodników – dwóch bramkarzy, sześciu obrońców, dziewięciu napastników i dwóch rezerwowych. W pierwszym meczu, w rundzie kwalifikacyjnej, Polacy zwyciężyli nad reprezentacją RFN i awansowali do rundy finałowej. W niej jednak przegrali wszystkie pięć meczów i zakończyli rywalizację olimpijską na szóstej pozycji.
Bramki dla Polski w Sapporo zdobyło sześciu hokeistów. Najwięcej, po cztery, strzelili Józef Słowakiewicz i Leszek Tokarz. Ten pierwszy jako jedyny Polak na tych igrzyskach zdobył dwie bramki w jednym meczu. W pięciu meczach na bramce w polskim zespole wystąpił Walery Kosyl, a w dwóch Andrzej Tkacz. Kosyl obronił łącznie 115 z 141 strzałów na bramkę, co oznacza 81,6% skuteczności. Tkacz wykazał się 80-procentową skutecznością, broniąc 52 strzały z 65.
Skład polskiej reprezentacji
| Trenerzy: - Anatolij Jegorow - Mieczysław Chmura |  | Bramkarze: - Walery Kosyl - Andrzej Tkacz |  | Obrońcy: - Ludwik Czachowski - Marian Feter - Stanisław Fryźlewicz - Robert Góralczyk - Jerzy Potz - Andrzej Szczepaniec |  | Napastnicy: - Józef Batkiewicz - Stefan Chowaniec - Feliks Góralczyk - Tadeusz Kacik - Tadeusz Obłój - Józef Słowakiewicz - Leszek Tokarz - Wiesław Tokarz - Walenty Ziętara |  | Rezerwowi: - Krzysztof Birula-Białynicki - Adam Kopczyński |

Runda kwalifikacyjna
| 4 lutego 1972 | RFN | 0:4 | Polska |  |

| Godzina: 19:00 |  | (0:0, 0:3, 0:1) | 23' L. Tokarz 33' W. Ziętara 34' J. Słowakiewicz 44' J. Słowakiewicz |  |

Runda finałowa
| 5 lutego 1972 | Czechosłowacja | 14:1 | Polska |  |

| Godzina: 14:00 |  | (5:0, 3:1, 6:0) | 24' L. Tokarz |  |

| 7 lutego 1972 | Finlandia | 5:1 | Polska |  |

| Godzina: 19:30 |  | (0:0, 4:0, 1:1) | 42' L. Tokarz |  |

| 9 lutego 1972 | Szwecja | 5:3 | Polska |  |

| Godzina: 14:00 |  | (1:0, 4:2, 0:1) | 26' L. Tokarz 40' F. Góralczyk 53' J. Słowakiewicz |  |

| 10 lutego 1972 | ZSRR | 9:3 | Polska |  |

| Godzina: 14:00 |  | (4:0, 4:2, 1:1) | 21' T. Kacik 28' J. Słowakiewicz 49' F. Góralczyk |  |

| 12 lutego 1972 | Polska | 1:6 | Stany Zjednoczone |  |

| Godzina: 19:30 | 43' T. Obłój | (0:2, 0:2, 1:2) |  |  |

Zdobywcy bramek dla Polski
| Miejsce | Zawodnik           | Liczba bramek |
| ------- | ------------------ | ------------- |
| 1.      | Józef Słowakiewicz | 4             |
| 1.      | Leszek Tokarz      | 4             |
| 3.      | Feliks Góralczyk   | 2             |
| 4.      | Tadeusz Kacik      | 1             |
| 4.      | Tadeusz Obłój      | 1             |
| 4.      | Walenty Ziętara    | 1             |

Klasyfikacja końcowa
| Miejsce | Drużyna           | Liczba meczów | Mecze   | Mecze  | Mecze     | Bramki  | Bramki   | Bramki | Punkty |
| Miejsce | Drużyna           | Liczba meczów | wygrane | remisy | przegrane | zdobyte | stracone | bilans | Punkty |
| ------- | ----------------- | ------------- | ------- | ------ | --------- | ------- | -------- | ------ | ------ |
| 1.      | ZSRR              | 5             | 4       | 1      | 0         | 33      | 13       | +20    | 9      |
| 2.      | Stany Zjednoczone | 5             | 3       | 0      | 2         | 18      | 15       | +3     | 6      |
| 3.      | Czechosłowacja    | 5             | 3       | 0      | 2         | 26      | 13       | +13    | 6      |
| 4.      | Szwecja           | 5             | 2       | 1      | 2         | 17      | 13       | +4     | 5      |
| 5.      | Finlandia         | 5             | 2       | 0      | 3         | 14      | 24       | -10    | 4      |
| 6.      | Polska            | 5             | 0       | 0      | 5         | 9       | 39       | -30    | 0      |

### Kombinacja norweska
Na igrzyskach w Sapporo odbył się jeden konkurs w kombinacji norweskiej, w którym wystąpiło trzech Polaków. Najlepszy z nich, Kazimierz Długopolski, został sklasyfikowany na dwunastej pozycji. Długopolski po pierwszej serii skoków był szósty, po drugiej – ósmy, a po trzeciej – dziesiąty. Słabszy wynik w biegu spowodował, że ostatecznie spadł o dwie pozycje. Pozostali reprezentanci Polski, Stefan Hula i Józef Gąsienica, po trzech seriach skoków zajmowali odpowiednio 18. i 34. miejsce, a w końcowej klasyfikacji osiągnęli 17. i 31. rezultat.
| Konkurencja                                                   | Zawodnik              | Skok 1    | Skok 1 | Skok 2    | Skok 2 | Skok 3    | Skok 3 | Bieg    | Bieg    | Suma punktów | Miejsce |
| Konkurencja                                                   | Zawodnik              | Odległość | Nota   | Odległość | Nota   | Odległość | Nota   | Czas    | Nota    | Suma punktów | Miejsce |
| ------------------------------------------------------------- | --------------------- | --------- | ------ | --------- | ------ | --------- | ------ | ------- | ------- | ------------ | ------- |
| Konkurs indywidualny mężczyzn – bieg na 15 km + skocznia K-86 | Kazimierz Długopolski | 73,0      | 93,1   | 70,5      | 89,7   | 73,5      | 91,8   | 51:38,5 | 190,960 | 375,860      | 12.     |
| Konkurs indywidualny mężczyzn – bieg na 15 km + skocznia K-86 | Józef Gąsienica       | 61,0      | 62,9   | 67,5      | 82,4   | 64,5      | 64,4   | 51:29,4 | 192,325 | 339,125      | 31.     |
| Konkurs indywidualny mężczyzn – bieg na 15 km + skocznia K-86 | Stefan Hula           | 66,5      | 77,2   | 72,5      | 92,9   | 71,0      | 85,3   | 51:29,4 | 192,325 | 370,525      | 17.     |

### Łyżwiarstwo figurowe
W 1972 roku reprezentanci Polski uczestniczyli w jednej konkurencji łyżwiarstwa figurowego – w rywalizacji par sportowych. Polska para Grażyna Kostrzewińska i Adam Brodecki zajęła jedenaste miejsce w gronie szesnastu startujących par zarówno w programie krótkim, jak i dowolnym oraz w klasyfikacji ostatecznej.
| Konkurencja   | Zawodnicy                           | Program krótki | Program krótki | Program dowolny | Program dowolny | Łącznie | Łącznie |
| Konkurencja   | Zawodnicy                           | Punkty         | Miejsce        | Punkty          | Miejsce         | Punkty  | Miejsce |
| ------------- | ----------------------------------- | -------------- | -------------- | --------------- | --------------- | ------- | ------- |
| Pary sportowe | Grażyna Kostrzewińska Adam Brodecki | 90,4           | 11.            | 287,4           | 11.             | 377,8   | 11.     |

### Narciarstwo alpejskie
Na igrzyskach w Sapporo wystąpił jeden polski alpejczyk – upatrywany jako potencjalny medalista, Andrzej Bachleda-Curuś. Wziął udział w dwóch z trzech męskich konkurencji – w slalomie gigancie i slalomie specjalnym, nie wystartował natomiast w zjeździe. W slalomie gigancie zajął dziewiąte miejsce. Po pierwszym przejeździe był siedemnasty. W drugim przejeździe osiągnął czwarty rezultat, jednak doznał kontuzji ścięgien przystrzałkowych. W slalomie został automatycznie zakwalifikowany do finałów – nie musiał startować w rundzie eliminacyjnej jako zawodnik z pierwszej grupy FIS. Zawody ukończył na dziesiątej pozycji.
| Konkurencja            | Zawodnik               | Zjazd 1 | Zjazd 1 | Zjazd 2 | Zjazd 2 | Łącznie | Łącznie |
| Konkurencja            | Zawodnik               | Czas    | Miejsce | Czas    | Miejsce | Czas    | Miejsce |
| ---------------------- | ---------------------- | ------- | ------- | ------- | ------- | ------- | ------- |
| Slalom gigant mężczyzn | Andrzej Bachleda-Curuś | 1:34,40 | 17.     | 1:38,02 | 4.      | 3:12,42 | 9.      |
| Slalom mężczyzn        | Andrzej Bachleda-Curuś | pq      | pq      | 1:52,26 | 10.     | 1:52,26 | 10.     |

### Saneczkarstwo
W skład kadry olimpijskiej w Sapporo weszło ośmioro saneczkarzy – pięciu mężczyzn i trzy kobiety. Treningi na olimpijskim torze rozpoczęli oni już 31 stycznia, a dzień później wykonali pierwsze przejazdy z pomiarem czasu. W rywalizacji mężczyzn najlepszy rezultat osiągnęła dwójka Wojciech Kubik i Mirosław Więckowski (5. miejsce). Był to jednocześnie najlepszy wynik w polskim saneczkarstwie na tych igrzyskach olimpijskich. W jedynkach mężczyzn najlepsze z Polaków, dwunaste miejsce, zajął Janusz Grzemowski. Wśród kobiet najlepszy polski rezultat, szóste miejsce, zajęły ex aequo Halina Kanasz i Wiesława Martyka w konkurencji jedynek.
| Konkurencja      | Zawodnik                           | Zjazd 1 | Zjazd 1 | Zjazd 2 | Zjazd 2 | Zjazd 3 | Zjazd 3 | Zjazd 4 | Zjazd 4 | Łącznie | Łącznie |
| Konkurencja      | Zawodnik                           | Czas    | Miejsce | Czas    | Miejsce | Czas    | Miejsce | Czas    | Miejsce | Czas    | Miejsce |
| ---------------- | ---------------------------------- | ------- | ------- | ------- | ------- | ------- | ------- | ------- | ------- | ------- | ------- |
| Jedynki mężczyzn | Ryszard Gawior                     | 54,72   | 24.     | 54,09   | 20.     | 53,26   | 21.     | 52,87   | 16.     | 3:34,94 | 19.     |
| Jedynki mężczyzn | Janusz Grzemowski                  | 53,07   | 8.      | 53,12   | 10.     | 52,66   | 15.     | 52,59   | 12.     | 3:31,44 | 12.     |
| Jedynki mężczyzn | Lucjan Kudzia                      | 54,14   | 19.     | 53,58   | 15.     | 52,36   | 11.     | 52,75   | 13.     | 3:32,83 | 13.     |
| Jedynki mężczyzn | Mirosław Więckowski                | 54,43   | 22.     | 54,82   | 27.     | 54,61   | 34.     | 53,75   | 30.     | 3:37,61 | 27.     |
| Dwójki mężczyzn  | Wojciech Kubik Mirosław Więckowski | 44,88   | 6.      | 44,78   | 4.      | —       | —       | —       | —       | 1:29,66 | 5.      |
| Dwójki mężczyzn  | Lucjan Kudzia Ryszard Gawior       | 45,28   | 9.      | 45,40   | 11.     | —       | —       | —       | —       | 1:30,68 | 9.      |
| Jedynki kobiet   | Halina Kanasz                      | 45,66   | 6.      | 45,98   | 7.      | 45,52   | 7.      | 45,17   | 9.      | 3:02,33 | 6.      |
| Jedynki kobiet   | Wiesława Martyka                   | 45,68   | 7.      | 46,12   | 9.      | 45,47   | 6.      | 45,06   | 7.      | 3:02,33 | 6.      |
| Jedynki kobiet   | Barbara Piecha                     | 45,96   | 9.      | 46,24   | 10.     | 45,89   | 8.      | 44,98   | 6.      | 3:03,07 | 9.      |

### Skoki narciarskie
W 1972 roku w Sapporo wystąpiło czterech polskich skoczków narciarskich. Zarówno na skoczni normalnej, jak i na dużej najlepszym z Polaków był Wojciech Fortuna. W pierwszym z konkursów zajął szóste miejsce ze stratą 22,2 punktu do złotego medalisty – Yukio Kasayi. Uzyskany przez Fortunę rezultat był drugim przypadkiem w historii, po wyniku Stanisława Marusarza w 1936 roku, że polski skoczek zajął punktowane miejsce na igrzyskach olimpijskich.
W konkursie na skoczni dużej Fortuna zdobył złoty medal i tytuł mistrza olimpijskiego. W pierwszej serii konkursowej poprawił rekord olimpijski, uzyskując 111 metrów i noty za styl od 17 do 19 punktów. W drugiej serii wykonał słabszy stylowo skok na odległość 87,5 metra. Łączna nota pozwoliła zawodnikowi wyprzedzić drugiego w klasyfikacji skoczka – Waltera Steinera – o 0,1 punktu i tym samym zostać pierwszym polskim złotym medalistą na zimowych igrzyskach olimpijskich.
Po konkursie Fortuna otrzymał depeszę z gratulacjami m.in. od prezesa Rady Ministrów PRL – Piotra Jaroszewicza i od Zdzisława Hryniewieckiego, udzielił wywiadów dla telewizji z ZSRR, RFN-u i NRD, a także został przyjęty przez prezydenta Międzynarodowego Komitetu Olimpijskiego – Avery Brundage’a. Od japońskiego sędziego, wbrew powszechnemu zakazowi, otrzymał w prezencie tabliczkę z odległością „111”, przy której wylądował w konkursie na Ōkurayamie.
| Konkurencja                                    | Zawodnik                   | Skok 1    | Skok 1 | Skok 2    | Skok 2 | Suma  | Miejsce |
| Konkurencja                                    | Zawodnik                   | Odległość | Nota   | Odległość | Nota   | Suma  | Miejsce |
| ---------------------------------------------- | -------------------------- | --------- | ------ | --------- | ------ | ----- | ------- |
| Konkurs indywidualny mężczyzn – skocznia K-86  | Wojciech Fortuna           | 82,0      | 115,4  | 76,5      | 106,6  | 222,0 | 6.      |
| Konkurs indywidualny mężczyzn – skocznia K-86  | Stanisław Gąsienica-Daniel | 73,5      | 97,3   | 72,5      | 96,7   | 194,0 | 39.     |
| Konkurs indywidualny mężczyzn – skocznia K-86  | Adam Krzysztofiak          | 75,5      | 105,0  | 73,5      | 102,3  | 207,3 | 24.     |
| Konkurs indywidualny mężczyzn – skocznia K-86  | Tadeusz Pawlusiak          | 73,5      | 98,8   | 71,5      | 99,1   | 197,9 | 32.     |
| Konkurs indywidualny mężczyzn – skocznia K-110 | Wojciech Fortuna           | 111,0     | 130,4  | 87,5      | 89,5   | 219,9 | 1.      |
| Konkurs indywidualny mężczyzn – skocznia K-110 | Stanisław Gąsienica-Daniel | 83,0      | 83,2   | 86,0      | 87,9   | 171,1 | 31.     |
| Konkurs indywidualny mężczyzn – skocznia K-110 | Adam Krzysztofiak          | 84,0      | 85,6   | 85,0      | 87,5   | 173,1 | 29.     |
| Konkurs indywidualny mężczyzn – skocznia K-110 | Tadeusz Pawlusiak          | 87,0      | 89,3   | 90,0      | 94,0   | 183,3 | 18.     |

## Po zakończeniu igrzysk
Dzień po zakończeniu igrzysk olimpijskich w Sapporo, tj. 14 lutego 1972, polscy hokeiści udali się do Tokio, gdzie zaplanowany był mecz towarzyski z drużyną ZSRR. 15 lutego z Sapporo do Kanady na kolejne w sezonie zawody Pucharu Świata wyruszył Andrzej Bachleda-Curuś. Pozostała część reprezentacji olimpijskiej rozpoczęła podróż powrotną do kraju 16 lutego, a dzień później wylądowała na lotnisku w Warszawie. W Warszawie olimpijczyków, w tym zwłaszcza Wojciecha Fortunę, przywitało ok. 25 000 kibiców.
Pierwszy w historii polski złoty medalista zimowych igrzysk olimpijskich, Wojciech Fortuna, po powrocie do kraju zwycięski konkurs w Sapporo skomentował w następujący sposób:

Wyszedłem z progu, jak nigdy dotychczas, a gdy w końcowej fazie lotu dostałem „zwyżkę”, mimo że byłem już przygotowany do lądowania, podałem biodra do przodu i „pociągnąłem” jeszcze długość. Lądując wiedziałem, że skok był dobry stylowo i daleki.

Za zdobycie medalu dla Polski Fortuna został nagrodzony kwotą 150 dolarów. Skoczek otrzymał tytuł Zasłużonego Mistrza Sportu, został odznaczony Złotym Medalem za Wybitne Osiągnięcia Sportowe, Złotym Krzyżem Zasługi i Złotą Odznaką „Zasłużonego dla ziemi krakowskiej” oraz zajął trzecie miejsce w 38. Plebiscycie Przeglądu Sportowego, przegrywając z Witoldem Woydą i Władysławem Komarem. Prezydium Miejskiej Rady Narodowej w Zakopanem przekazało Fortunie nagrodę w postaci mieszkania M-4.
Medal Wojciecha Fortuny był to setny medal olimpijski dla Polski, biorąc pod uwagę zarówno letnie, jak i zimowe igrzyska.
Po zakończeniu igrzysk rozegrane zostały mistrzostwa Polski w skokach narciarskich w Zakopanem, w których według oficjalnych rezultatów złoty medal na Wielkiej Krokwi zdobył również Fortuna.